# Хенри (окръг, Охайо)
Вижте пояснителната страница за други значения на Хенри.
Окръг Хенри (на английски: Henry County) е окръг в щата Охайо, Съединени американски щати. Площта му е 1088 km², а населението - 29 210 души (2000). Административен център е град Наполиън.